# Музей образотворчих мистецтв імені Олександра Білого

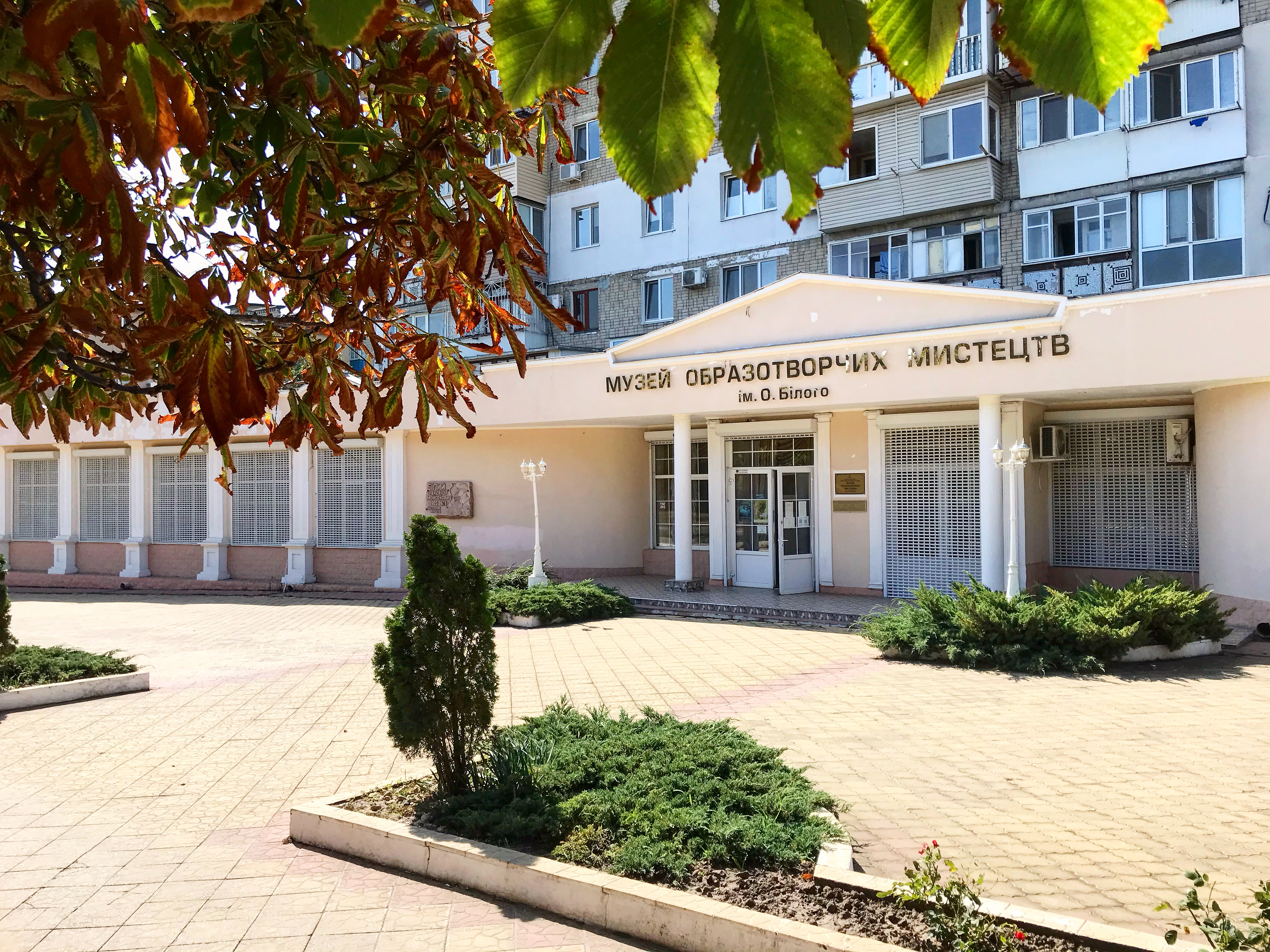
Музей образотворчих мистецтв ім. Олександра Білого, м. Чорноморськ

Чорноморський музей образотворчих мистецтв ім. Олександра Білого — художній музей у Чорноморську. Музей створено на базі приватної колекції порцеляни ентузіаста-збирача О. М. Білого, яку він, беручи активну участь у створенні музею, подарував м. Чорноморськ (колишня назва міста — Іллічівськ). Первісна назва — Іллічівський музей російської і радянської художньої порцеляни — філія Одеського музею західного та східного мистецтва.

## Колекція музею
У вестибюлі музею знаходяться три великих панно української художниці Оксани Мась, подаровані авторкою. Оксана Мась народилася в місті Чорноморськ та була вихованкою і випускницею місцевої художньої школи.
Експозиція розташована в трьох невеликих залах. Зібрання не претендує на повноту характеристики найголовніших періодів розвитку, але воно відзначається високим художнім рівнем завдяки наявності цілого ряду творів видатних майстрів різних заводів і періодів.

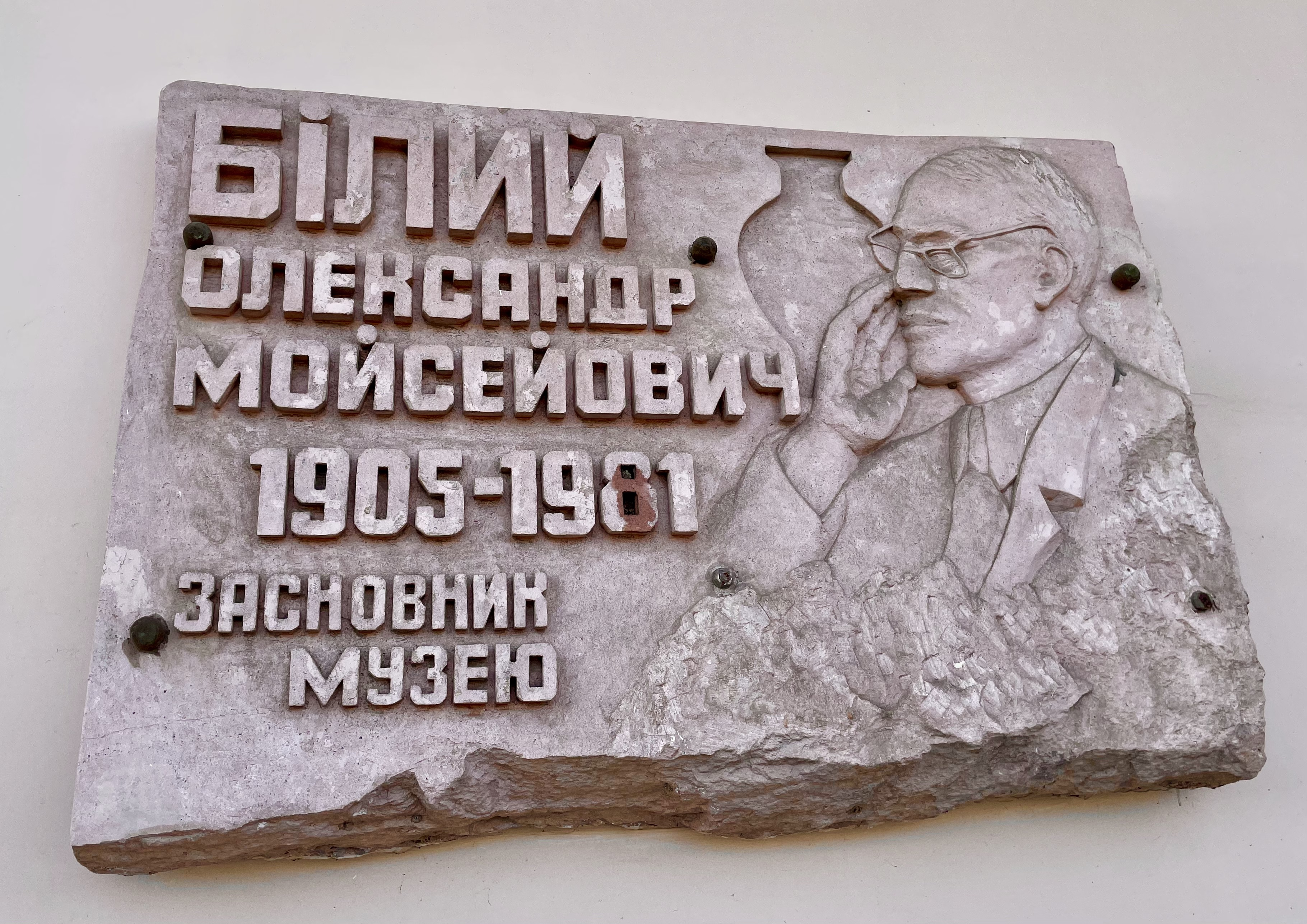
Меморіальна дошка Олександра Білого на будівлі музею

Порцеляна XVIII ст. представлена виробами Імператорського порцелянового заводу, а також приватними заводами Гарднера, Ю.Чарторийського в Корці на Волині.
Рання порцеляна, як правило, мало розписана, тільки букет квітів і невеликі гілочки, зі смаком розкидані по всій поверхні. Це час захоплення новим матеріалом, який відзначається витонченим, трохи холоднуватим білим кольором, вироби з якого відразу стали прикрасою інтер'єру багатих особняків.
На заводі Гарднера з 1783 по 1785 роки на замовлення Катерини II виготовляли чотири орденських сервізи для прийомів при дворі кавалерів цих орденів. Вміле використання розпису сервізів підвищує їх художню вартість. У нашому зібранні є предмети сервізів Володимира і Олександра Невського, які подаровані Ермітажем з приводу відкриття музею в Іллічівську (Чорноморську). Є також унікальні експонати, які призначені для особистих підношень імператрицею Катериною II. Це чашка з блюдцем, розписані в стилі арабески.
В останньому десятиріччі XVIII ст. смаки змінилися. Порцеляну почали густо вкривати золотом. Проте витонченість і високий художній рівень залишалися обов'язковими критеріями для усіх виробів аж до XX століття.
Більша частина колекції порцеляни відноситься до XIX ст. і включає твори таких великих ведучих підприємств, як заводи Гарднера, Попова, Батеніна, Корнілова, Міклашевського, Києво-Межигірської фаянсової фабрики, «Товариства М. С. Кузнєцова», а також більш дрібних приватних заводів, які існували в районі Гжелі.
Перша половина XIX ст., особливо після перемоги над Наполеоном, відзначається значним підйомом і розквітом культури Російської імперії. Порцелянові заводи в умовах жорсткої конкуренції досягають найвищого рівня в декоруванні порцеляно-фаянсових виробів. Найцінніше полягає в тому, що великі заводи — Імператорський фарфоровий завод, заводи Гарднера, Попова, Батеніна — мали свою яскраву індивідуальність, не повторюючи один одного, а лише дотримуючись загальноприйнятого напрямку. Малі заводи Гжелі намагалися наслідувати великі. Проте, запозичуючи форми та ідеї декору, вони створювали свою, дещо спрощену і примітивну, але дуже зрозумілу й улюблену споживачем порцелянову продукцію.

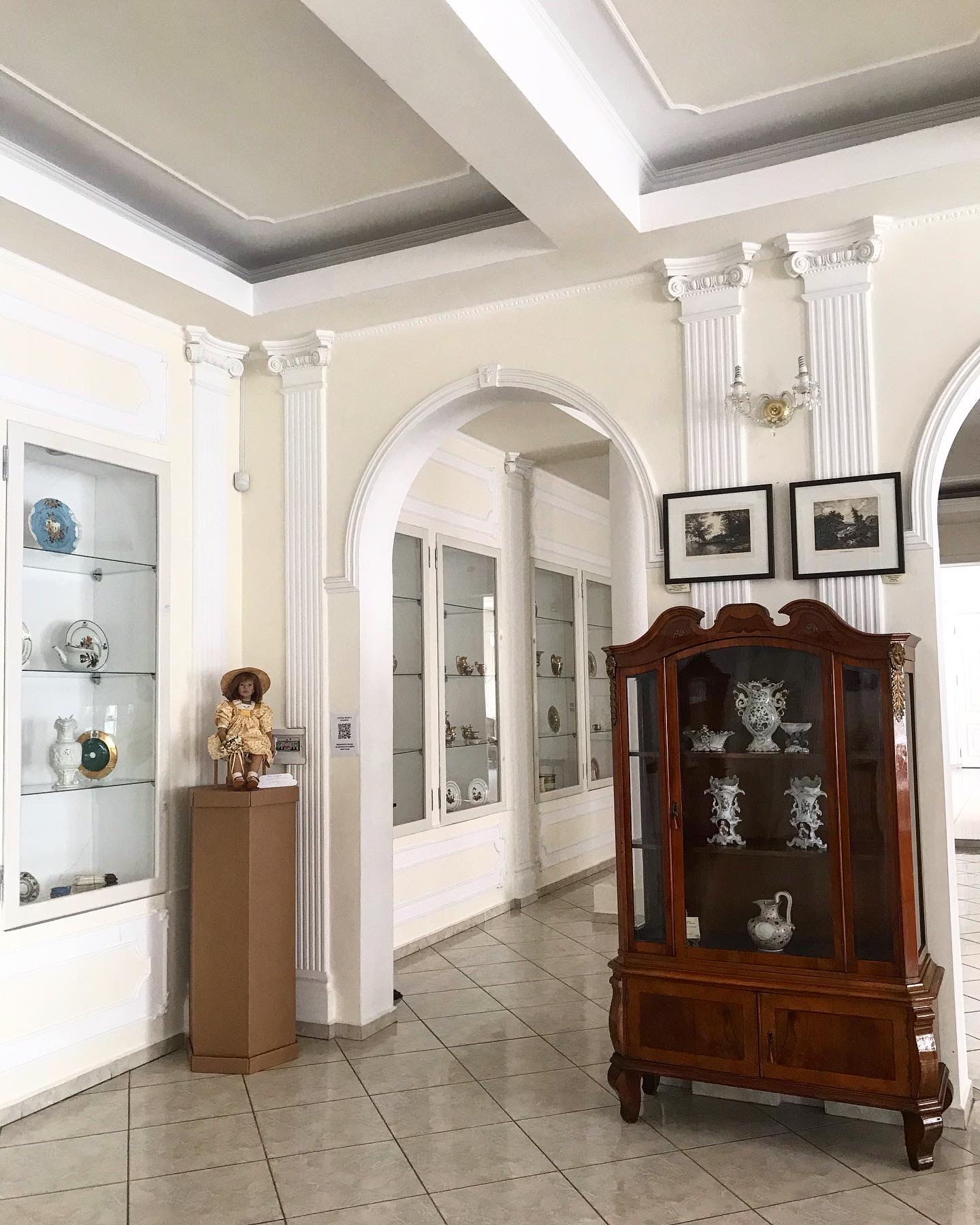
Інтер'єр музею ім. О.Білого

Гордість музею цього періоду складають декоративні тарілки Імператорського фарфорового заводу з краєвидами, портретами, жанровими сценами видатних художників, талановито скопійованих художниками порцеляни.
Чисельні сувенірні вироби великих і малих заводів, що відрізняються витонченим смаком, нарядністю, пишністю, претензією на багатство і розкіш. Особливо гарні сувенірні чашки Гарднера, вироби Батеніна, розраховані на багатий купецький смак, і незрівняні в безпосередності декору посудні і скульптурні вироби Гжелі. Завод Міклашевського (село Волокитине, Україна) з виробами у стилі другого рококо і наслідуванням мейсенській і французькій порцеляні взагалі стоїть окремо.
В другій половині XIX ст. намітився спад у виробництві художньої порцеляни. Проте до кінця століття створена порцелянова монополія «Товариство М. С. Кузнєцова» змогла так організувати справу, що внутрішній ринок було повністю насичено виробами різноманітного смаку, до того ж приймалися й приватні замовлення.
В зібранні музею останні десятиріччя XIX ст. більш повно представлені професійно підібраною порцеляновою пластикою заводів Гарднера і Попова. Це так звана «передвижницька» скульптура, яка за своїми концепціями і художніми принципами наближається до мистецтва російських художників-передвижників. В цих порцелянових композиціях знайшло яскраве неприкрашене відтворення життя селянства пореформованої Російської імперії. Воно різноманітне за сюжетами і прогресивне за змістом.
Вітчизняну порцеляну кінця XIX-початку XX ст. неможливо характеризувати як цілісне явище. Продукція «Товариства М. С. Кузнєцова» в музейному зібранні різноманітна за стильовим та художнім оформленням. Пишність та яскравість великих сервізних форм зживається з витонченим смаком в декорі кавового сервізу, скульптурною продукцією у вигляді шкатулок, коробок, сільниць і т. ін.
У становленні порцелянового виробництва в Україні основна роль належить заводу Міклашевського і заводу в Баранівці на Житомирщині.
Меблі завжди були органічно пов'язані з архітектурою і інтер'єром відповідних історичних періодів. Їх навіть називають «малою архітектурою». Меблі в залах музею оживлюють урочисту тишу і привносять більш сильне відчуття часу.

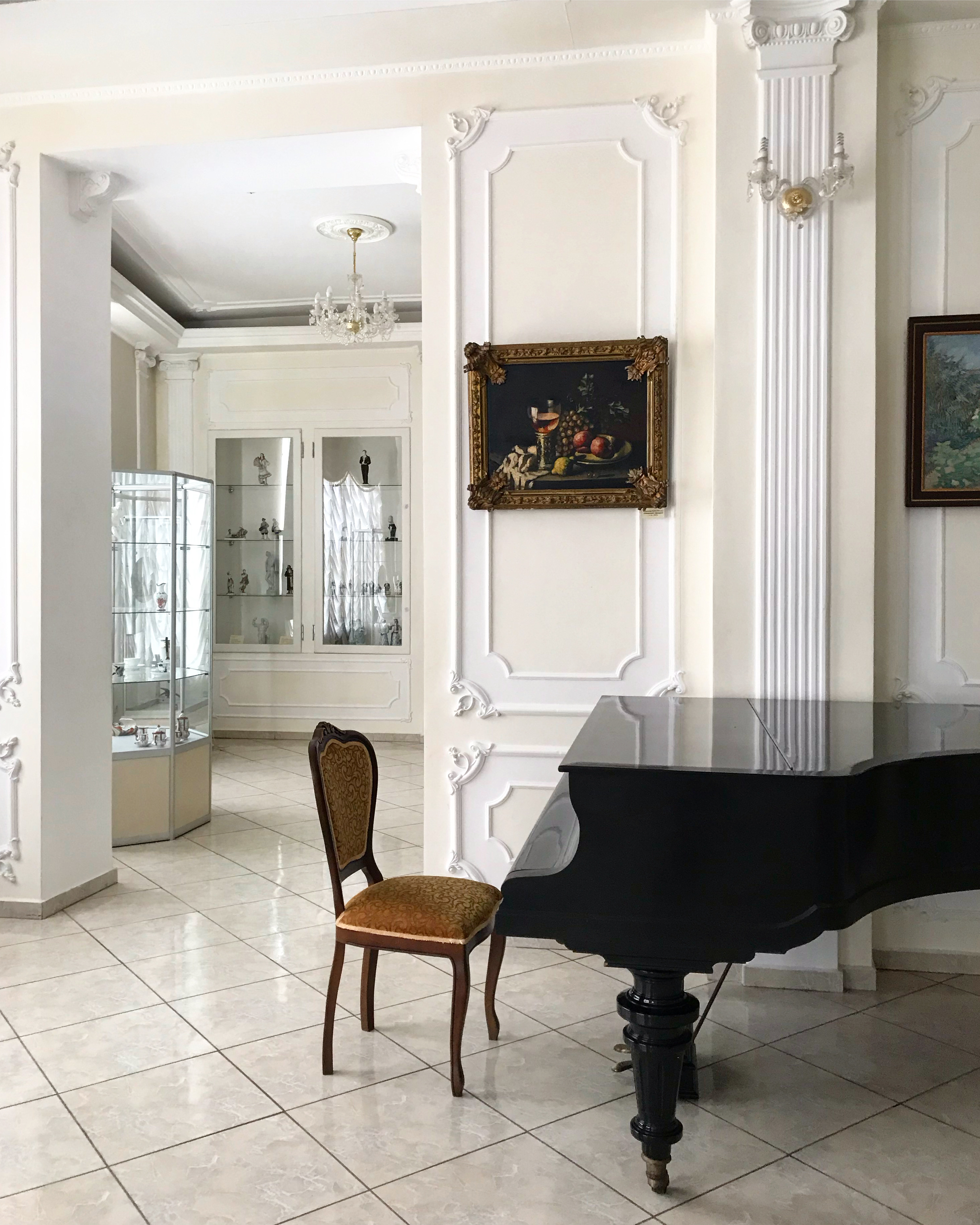
Інтер'єри музею образотворчих мистецтв ім. Олександра Білого

Радянський період в зібранні музею відкриває так звана агітаційна порцеляна. Ідея агітації на порцеляні запозичена у французької революції, але в Росії, завдяки участі найталановитіших і досвідчених художників, таких як С.Чехонін, Р.Вільде, А.Щекотихіна-Потоцька, Н.Альтман та інші, декор агітаційної порцеляни став оригінальним високохудожнім явищем. Ця порцеляна викликала великий інтерес і зразу осідала в музейних зібраннях, а також великих і малих колекціях прихильників прекрасного.
Через обставини, що склалися, порцеляна останньої третини XX ст. в Чорноморському музеї представлена, в основному, авторськими виставковими творами кращих художників і скульпторів порцеляни України. Дуже різноманітна колекція порцеляни ведучого підприємства — Коростенського заводу. Роботи подружжя В. і М.Трегубових, Н. і М.Пилипчуків та інших постійно перебувають в експозиції. В музейному зібранні знаходиться велика колекція художньої кераміки, в тому числі, абашівська іграшка, васильківська, косівська, опішнянська кераміка, твори талановитого художника Ю. М. Горбачова. Ці роботи, виконані на високому професійному рівні, стверджують ідеали добра, краси і гармонії.
Чорноморський музей образотворчих мистецтв ім. О.Білого є культурним центром міста. У концертно-виставковій залі музею експонуються виставки відомих зарубіжних і українських художників. Серед них твори француженки С.Саварі, німецького художника Диннеса, Оксани Мась. У 2020 році музей мав велику честь приймати виставку славетного Івана Степановича Марчука, котра стала подією не тільки для міста, але й для всього південного регіону.
Музей образотворчих мистецтв разом з Центром антикознавства та медієвістики (кафедри археології, етнології та всесвітньої історії Історичного факультету Одеського нац. університету), Музеем «Нумізматична колекція професора Петра Йосиповича Каришковського» та Одеським археологічним музеєм є науково-практичною базою для студентів Одеського національного університету ім. І. І. Мечникова.

Музей образотворчих мистецтв ім. О.Білого, м.Чорноморськ
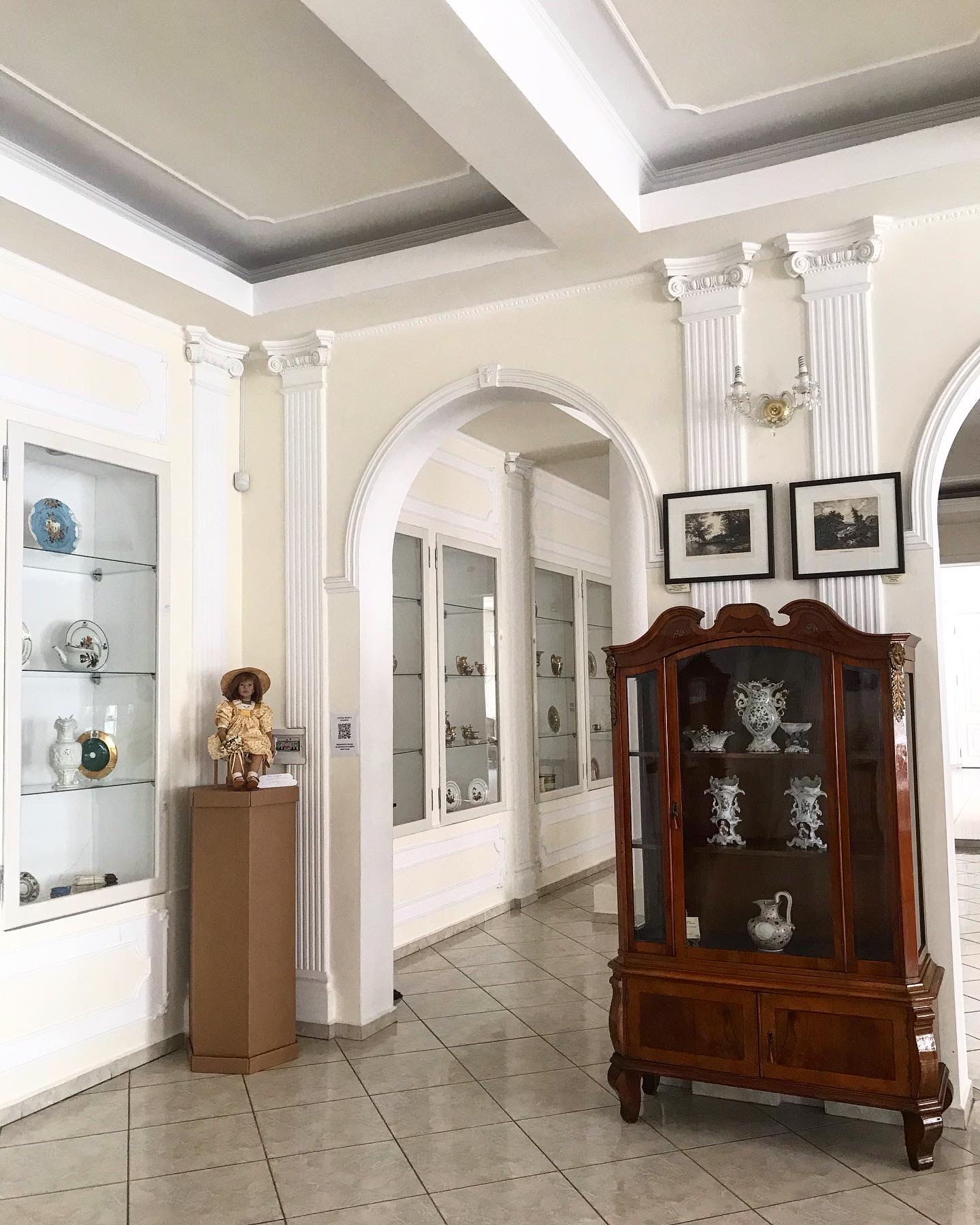
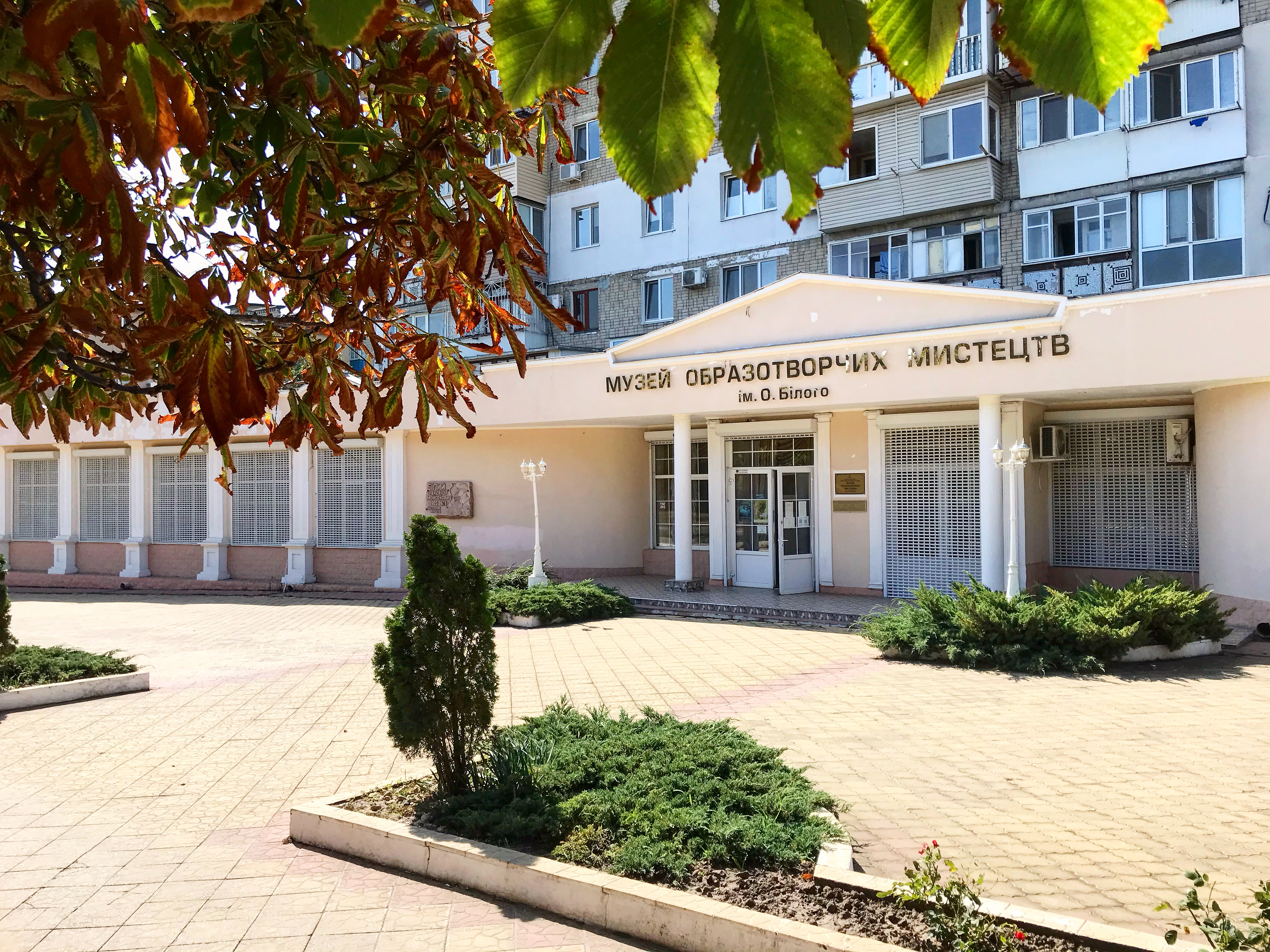
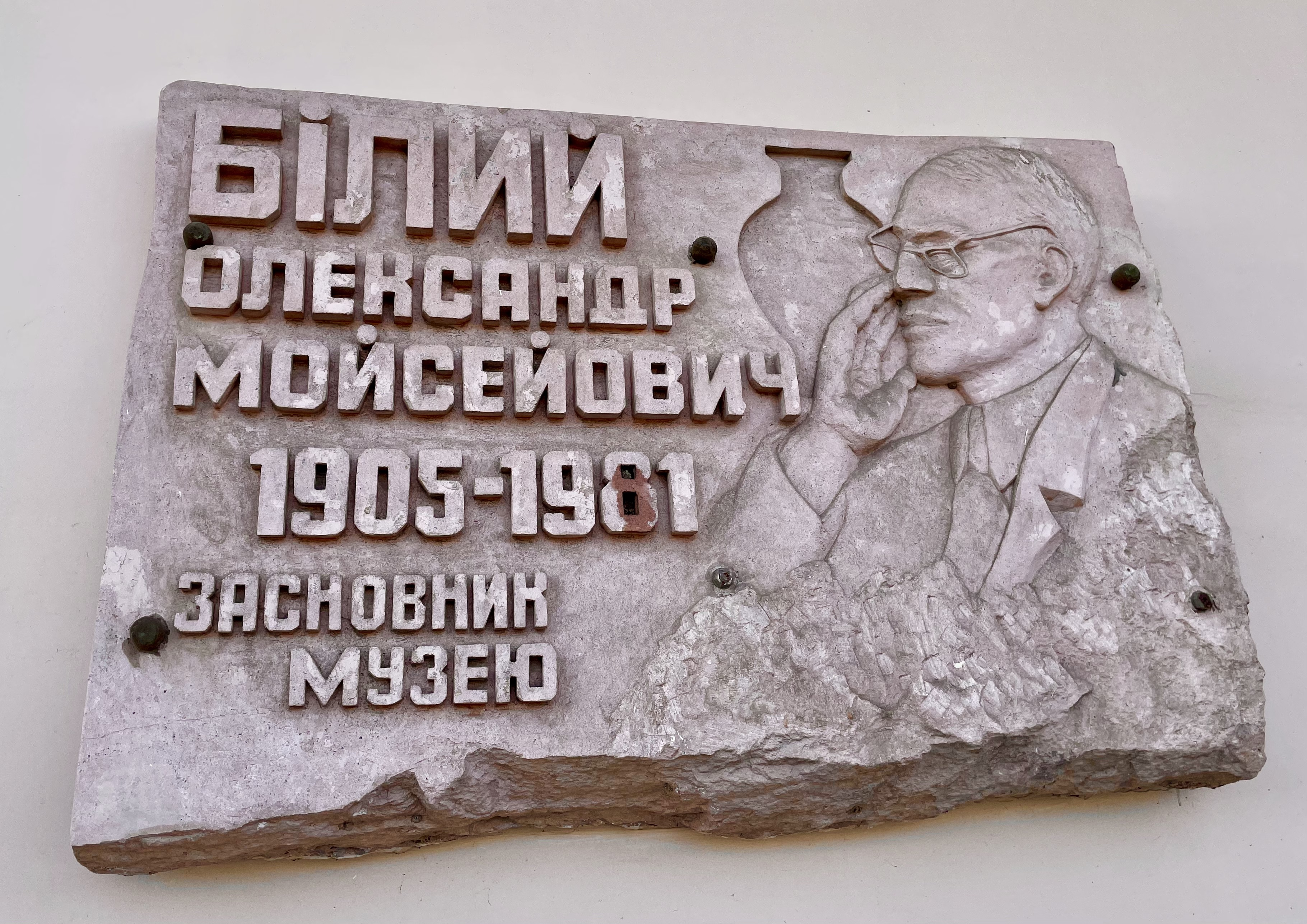
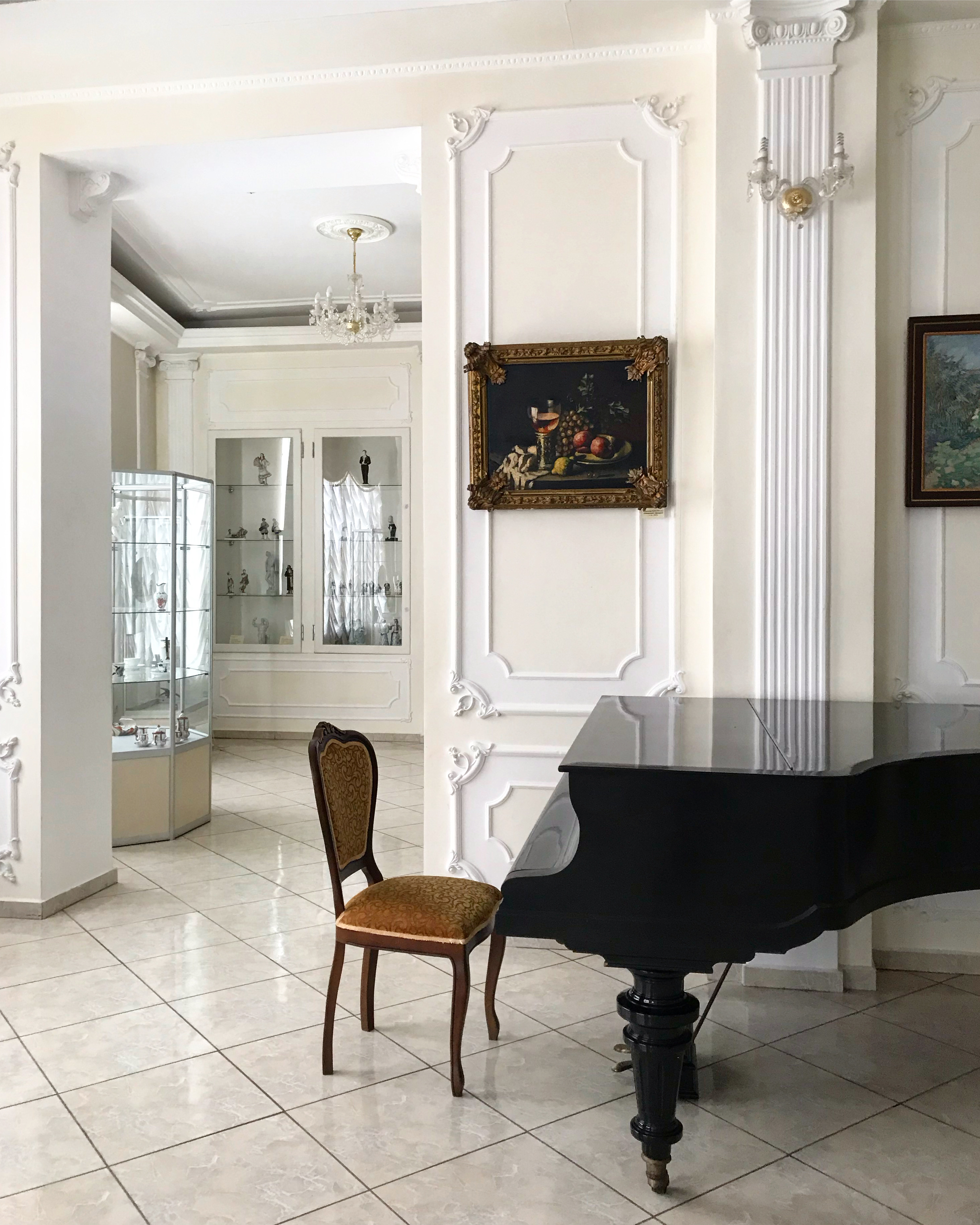

- Файл:Інтер'єр_музею_ім.О.Білого.jpg
- Файл:Музей_образотворчих_мистецтв_ім._Олександра_Білого,_м._Чорноморськ.jpg
- Файл:Меморіальна_дошка_Олександра_Мойсейовича_Білого_на_будівлі_музею.jpg
- Файл:Інтер'єри_музею_образотворчих_мистецтв_ім._Олександра_Білого.jpg